# Schwere Panzerabteilung 506
Lo schwere Panzerabteilung 506, comunemente abbreviato in s.Pz.Abt. 506 fu una delle principali unità corazzate d'élite delle Wehrmacht, e venne impegnata su diversi fronti come forza di pronto intervento.
Creato nel luglio del 1943 con personale del III. Abteilung del Panzer-Regiment 33 della 9. Panzer-Division. Dopo aver ricevuto i propri 45 Tiger I, il battaglione venne impegnato per tutto il resto del 1943 nella battaglia del basso Dnepr. Il 1º gennaio del 1944 l'unità venne inviata a sud di Kirovograd, combattendo a Krivoj Rog.
Fatto rientrare in Germania nell'agosto del 1944, per essere riequipaggiato, i Tiger I superstiti vennero ripartiti tra altre unità, mentre vennero utilizzati i nuovi Tiger II nel confronto contro le forze anglo-americane. In settembre, dopo aver ricevuto i 45 carri pesanti, l'unità venne impegnata nella zona di Oosterbeek, a sud di Arnhem per fronteggiare l'Operazione Market Garden.
Lo schwere Panzerabteilung 506 fu l'unico tra i battaglioni pesanti dell'esercito a prendere parte all'Offensiva delle Ardenne, successivamente alla quale continuò a combattere in Germania, arrendendosi infine nella sacca della Ruhr nell'aprile del 1945.

## Comandanti
- Major Gerhard Willing (luglio 1943 - ottobre 1943)
- Major Eberhard Lange (novembre 1943 - gennaio 1945)
- Hauptmann Heiligenstadt (gennaio 1945 - febbraio 1945)
- Hauptmann von Römer (febbraio 1945 - aprile 1945)